# کنزینگتون (کالیفرنیا)
کنزینگتون (به انگلیسی: Kensington) یک منطقهٔ مسکونی در ایالات متحده آمریکا است که در شهرستان کنترا کوستا، کالیفرنیا واقع شده‌است. کنزینگتون ۲٫۴۷۷ کیلومتر مربع مساحت و ۵٬۰۷۷ نفر جمعیت دارد و ۱۷۸٫۹۲ متر بالاتر از سطح دریا واقع شده‌است.